# Dromod
Dromod (in gaelico irlandese Dromad) è un villaggio situato nella contea di Leitrim, Irlanda. Dromod (il crinale) è famoso per la pesca, vista la vicinanza a due laghi: il Lough Bofin e il Lough Boderg, i quali hanno come immissario lo Shannon. La popolarità del posto è favorita anche dal bel porto e dagli ottimi servizi offerti.

## Aspetti demografici
Tra il 2002 e il 2006 la popolazione di Dromod è salita da 511 a 700 unità.

## Infrastrutture e trasporti
Dromod possiede l'omonima stazione, situata sulla ferrovia Dublino-Sligo, aperta il 3 dicembre 1862.